# Петър Карапетров (писател)
 Тази статия е за писателя.  За историка вижте Петър Карапетров (историк).  
Петър Константинов Карапетров (с литературни псевдоними Камен Каменов, Камен Чернокаменов, Черният Пиери и др.) е български книгоиздател и писател.

## Биография
Роден е на 18 февруари 1900 г. в Казанлък в семейство на учител. Завършва гимназия в Стара Загора и право и дипломация в Софийския университет „Св. Климент Охридски“ (1922). Специализира в Париж (1937). Едва 22-годишен Карапетров основава и е главен редактор на първите филмови издания в България – „Кинозвезда“ и „Киновестник“. Директор е на Държавната печатница в София (1929 – 1930). Главен редактор на списание „Нов свят“ (1921 – 1926). През 1926 г. създава издателството „Древна България“, което отпечатва общо около 160 книги, а в поредицата „Български исторически книги“ – 27 романа. Техни автори са едни от най-бележитите писатели от първата половина на XX век – „Ден последен, ден Господен“ на Стоян Загорчинов, „Раковски“ на Людмил Стоянов, „Златна земя“, „Преселници“, „Индже войвода“, „Боляри“ на Константин Петканов, „Солунският чудотворец“, „Дъщерята на Калояна“, „Йоан Асен II“ на Фани Попова-Мутафова, „Ангелогласният“ на Добри Немиров и др. За илюстратори Карапетров привлича талантливи художници като Илия Петров, Никола Кожухаров, Вера Лукова, Димитър Гюдженов, Георги Попов и др.
Пише либретото за операта „Алцек“ от Маестро Георги Атанасов (1930).
Член на Съюза на българските писатели. Умира през 1980 г.

## Творчество
Първата си творба печата в библиотека „Искрица“ (Казанлък) през 1921 г. Създател и уредник е на поредиците „Български исторически романи“, „Древна България“ и „Периодическа историческа библиотека“. Автор на 132 книги – разкази, повести, романи. В 19 от 25-те му романа главен герой е народът. Съдбата на този народ, националното му самочувствие са отправната точка, началото и краят за творчеството на Карапетров. „Петър Карапетров беше видял общия корен на поезията и историята много преди теоретиците на романа да заговорят за това. 25 романа и десет пъти повече исторически повести и разкази – една наистина невероятна работоспособност, страховит писателски труд, където далеч не всичко е връх. Но коя литература се състои само от върхове.“, пише Вихрен Чернокожев. За разказа му „Снежната царица“ Владимир Василев казва: „най-нежният разказ, който съм чел в българската литература“. „Най-силният от съвременните ни български писатели е Петър Карапетров. Романите на Карапетров принадлежат към най-хубавото, което българската литература е създала…. Тоя поет така живо рисува отдалечени исторически епохи, щото читателят се откъсва от настоящето, чувства се в центъра на събитията“, пише навремето поетът Кирил Христов, известен с пестеливостта си към таланта на българските писатели.
След 9 септември 1944 г., творчеството на Карапетров и на поредиците е отречено, и романите му изчезват от библиотеките. Делото на Карапетров и на поредиците е зачеркнато. “Огромна част от тази книжнина е лишена от художествени качества, а често дори и от елементарна грамотност. Ревниви съчинители, посредствени или съвсем бездарни автори, чужди на живия дух на развитието, претърсваха празните мазета на историята и напразно се мъчеха да пробуждат чудодейна сила в мощите на царете от Първото и Второто български царства и на възрожденската епоха. Авторите подправят миналото и поради невежество, и поради „идейни“ съображения“, тази критика на акад. Георги Цанев тотално праща в забвение творчеството както на Карапетров, така и на споменатите по-горе автори, включени в трите исторически поредици – „Български исторически романи“, „Древна България“ и „Периодическа историческа библиотека“. Те са отречени по време на съветската окупация, заради изповядваните от тях национални идеали.
След време една част от сътрудниците на „Древна България“ са „помилвани“, като залогът е – да преработят в духа на новото време романите и повестите си. Някои от тях отстъпват от позициите си и това за тях е шанс за оцеляване. Преработените оригинали на „Древна България“ масово са преиздадени, вече коригирани, от издателство БЗНС. Не преиздават Петър Карапетров, който не се съгласява с предложения огромен компромис както с човешката, така и с творческата си същност.
Творби на Петър Карапетров:
„Последните дни на Търново“ (1926), „Смъртта на Беласица“ (разказ, 1926), „Хан Крум“ (1926), „Клокотница“ (1927), „Към кръста“ (1927), „За ханския престол“ (повест, 1928), „Заговор“ (1928), „Победна песен“ (1928), „Богомили“ (роман, 1929, 1936), „Кръстоносци“ (1929), „Куманката“ (1929), „Тангра“ (повест, 1929), „Боят при Маркели“ (1930), „Дъщерята на боила“ (1930), „Дъщерята на Шишмана“ (1930), „За вярата на дедите“ (1930), „Мечът на хановете“ (1930), „Последното сражение“ (1930), „Последният жрец“ (1931), „Прабългари“ (1931), „Сердика“ (1931), „Ханската наложница“ (1931), „Година 679″ (1932), „Муската“ (1932), „Славянският княз Пребъд“ (1932), „Тракийски цар“ (1932), „Елена, тайната на Балдуиновата кула“ (1933), „Когато ханът се покръсти“ (1933), „Елема“ (исторически роман, 1933), „Размирни години. Исторически роман от 13 столетие“ (роман в 2 тома, 1933), „Стари и нови времена“ (1933), „Чудото“ (1933), „Леман“ (повест, с псевдоним Мак Звезднийак, 1933), „Войводата Ивац“ (1934), „Победа“ (1934), „Родна азбука“ (1934), „Слепият хан“ (1934), „Смъртта на св. Кирил“ (1934), „Ахелое“ (1935), „Дионисий“ (1935), „Победата при Българофигон“ (1935), „Прабългари“ (1935), „Първата обсада на Цариград“ (1935), „Симеон пред Цариград“ (1935), „Синовете Борисови“ (1935), „Цар Симеон“ (1935), „Царственият юноша“ (1935), „Боян магесникът“ (1936), „Васил Левски“ (1936), „Великото народно събрание на Оборище“ (1936), „Въстанието на княз Михаила“ (1936), „Детелин войвода“ (1936), „Индже войвода“ (1936), „Кавхан Ишбул“ (1936), „Коледна нощ през турското робство“ (1936), „Любов, без която не можем“ (разкази, 1936), „Опълченците“ (1936), „Отец Паисий при Софроний Врачански“ (1936), „Раковски – турски зет и войвода“ (1936, 1941), „Сватбата на цар Петра“ (1936), „Света Олга“ (1936), „Смъртта на цар Симеон“ (1936), „Балчик“ (роман, 1937), „Белият конник“ (1937), „Братоубийство“ (1937), „Въстанието на комит Никола и синовете му“ (1937), „Жертвени нощи“ (роман, 1937), „Измама“ (1937), „Небесни огньове“ (1937), „Победата при Ихтиман“ (1937), „Последна песен“ (1937), „Свети цар Давид“ (1937), „В мрежата на заговора“ (1938), „Войводата Драган“ (1938), „Войводата Никулица“ (1938), „Въстанието на Воденчани“ (1938), „Едноръкият“ (1938), „Обсадата на Перник“ (1938), „Изгревът на България“ (разказ, 1939), „Каменният бог“ (роман, 1939), „Кръвта говори“ (1939), „Последни дни“ (1939), „Смъртта на цар Самуил“ (1939), „При куманите“ (1939), „Среднощно видение“ (1939), „Бягството на заложника“ (1940), „Ирник“ (1940), „Пленената царица“ (1940), „Цареубийство“ (1940), „Черната могила“ (1940), „Възцаряването на Калояна“ (1940), „Добруджа – люлка на българщината“ (1941), „Ехото отвръща“ (1941), „Железните хора в Цариград“ (1941), „Кралят кръстоносец“ (1941), „Северният гост“ (1941), „Слепият вожд“ (1941), „Смъртта на Ивайло“ (1941), „Вярната стража“ (1942), „Деспот Слав“ (1942), „Детелин войвода“ (исторически разкази, 1942), „Дъщерята на Йон Асеня“ (1942), „Еретическият папа“ (1942), „Заговорникът“ (1942), „Измяната на рицарите“ (1942), „Исперих“ (1942), „Князът на Просек“ (1942), „Майка и дъщеря“ (1942), „Отплатата на кир Тодора“ (1942), „Падение“ (1942), „Севастократор Стрез“ (1942), „Съд на богомилите“ (1942), „Тайната на Асеновата крепост“ (1942), „Три видения“ (1942), „Бдин се брани“ (1943), „Император Иваница Хубавий“ (1943), „Крум побеждава“ (1943), „Кубер, първият български владетел на Македония“ (1943), „Малката императрица’ (1943), „Младият герой“ (1943), „Някога и сега. Легенда за Латинските гробища“ (1943), „Охридски легенди“ (1943), „Сватбата на княгиня Елена“ (1943), „Солун за България“ (исторически разказ, 1943), „Старинни предания“ (1943), „Хубавата Елена“ (1943), „Царска изповед“ (1943), „Царският гонец“ (1943), „Царският коняр“ (1943), „Славянско вече“ (б. г.).
Посмъртно са преиздадени „Исперих“ (1980) и „Каменният бог“ (2001).

## Памет
На Петър Карапетров е наречена улица в квартал „Витоша“ в София (Карта).